# Mula
Mula (též mul, Equus caballus x Equus asinus) je mezidruhový kříženec (hybrid) samce osla se samicí koně. Potomci tohoto mezidruhového křížení jsou obecně neplodní. Výjimečně se objevují zpochybňované zprávy o plodných samicích mul, ale dosud nebyl potvrzen ani jediný případ plodného samce. I přesto se ve většině zemí mulí samci kastrují z důvodu větší bezpečnosti práce s nimi. Velikostí většinou odpovídají své matce – klisně, zbarvení záleží na kombinaci genů obou rodičů, mění se tedy případ od případu. Po oslu dědí většinou hlas, mohutnější hlavu, dlouhé uši, štíhlejší končetiny, malá úzká kopyta, krátkou hřívu a ocas u kořene porostlý jen krátkou srstí. V realitě ale není možné rozlišit mulu od mezka podle vzhledu; přesně to můžeme říct pouze, pokud známe oba rodiče. Při hybridizaci nikdy není možné zaručit, který rodič bude u potomka vzhledově převažovat. Zastoupení samců a samic je u mul totožné s ostatními savci, populace je tedy vyvážená. Umíněnost muly je podobně jako u osla dána jejím dobrým odhadem vlastních sil a možností a odmítnutím poslušnosti při překročení jejich mezí. Jejich inteligence, schopnost dedukce a individualismus je, stejně jako u oslů, často mylně zaměňována za tvrdohlavost či neposlušnost. Je ceněna pro svou nenáročnost na potravu, vytrvalost a dobráckost, jistý krok v krkolomném terénu, nelekavost a rovněž pro sílu a odvážnost, kterou zdědila po matce. Díky lepším konstitučním vlastnostem se na rozdíl od mezka uplatňuje jako jezdecké zvíře,
a jelikož unese náklad až 150 kg těžký, je rovněž výhodná jako soumar v horách a na těžko schůdných stezkách.
Chov mul probíhal již ve starověku, roku 580 př. n. l. se například na olympijských hrách konaly závody na mulách. Kvůli klidu a vytrvalosti se v antickém Římě k tahu pohřebních vozů používaly jen muly, což mělo starou tradici – pohřební vůz Alexandra Makedonského táhlo z Babylónu až do Alexandrie více než 60 mul. Lehčí muly se dobře uplatňovaly jako jezdecká zvířata v římské poště a římská armáda je využívala k tahu i jako soumary. Byly využívány i na bojištích 1. světové války. Velkou důležitost mají muly v Jižní Americe a v Etiopii. Nejkvalitnější tažné muly se chovají ve Francii v oblasti Poitou, kde vznikají křížením chladnokrevných klisen s velkými, chlupatými poitouskými osly. Mezi jezdeckými mulami vynikají arabská a severoafrická plemena.